# Cornus, Aveyron
Cornus är en kommun i departementet Aveyron i regionen Occitanien i södra Frankrike. Kommunen ligger  i kantonen Cornus som ligger i arrondissementet Millau. År 2022 hade Cornus 513 invånare.

## Befolkningsutveckling
Antalet invånare i kommunen Cornus
Referens: INSEE